# Death on the Job
Death on the Job è un documentario del 1991 diretto da Vince DiPersio e Bill Guttentag candidato al premio Oscar al miglior documentario.